# Seison Yamaguchi
Pour les articles homonymes, voir Yamaguchi.
Seison Yamaguchi (山口 青邨); 10 mai 1892 - 15 décembre 1988, nom véritable Yamaguchi Kichirō (山口 吉朗), est un poète japonais de haïku et un prospecteur d'exploitation minière.

## Biographie
Seison Yamaguchi naît à Morioka dans la préfecture d'Iwate. Après avoir fréquenté l'école secondaire à Morioka, il étudie le génie mécanique à l'Université impériale de Tokyo. Il porte le titre de docteur en sciences de l'ingénieur et est professeur à l'Université impériale de Tokyo qui lui attribue le titre de professeur honoraire (名誉教授, meiyo-Kyōjū) à sa retraite.
En tant que poète haïku il est élève de Kyoshi Takahama. Ses haïku sont connus pour leur association avec l'élément terrestre et leur relation avec le terroir de la région de Michinoku.
En 1922, il fonde avec Shūōshi Mizuhara, Seishi Yamaguchi, Tomiyasu Fūsei et Sujū Takano la « Société de haïku de l'Université de Tokyo ».
Seison Yamaguchi est également le fondateur de la revue littéraire de la communauté Natsukusa (夏草, « Herbe d'été »).

## Haiku (sélection)
- 祖母山も傾山も夕立かな。
Sobo-san mo//Katamuku-yama mo//yūdachi kana.
« Près de la montagne Sobo et Katamuku : un orage d'été ».
- 銀杏散るまただ中に法科あり。
Ichō chiru//ma(t)tadanaka ni//hōka ari.
« Parmi les pétales qui tombent de l'arbre de ginkgo se trouve l'école de droit ».
- 外套の裏は緋なりき明治の雪。
Gaitō no//ura wa hi-nariki//Meiji no yuki.

« La doublure de la veste était pourpre - Neige de la période Meiji. »
- たんぽぽや長江濁るとこしなへ。
Tampopo ya//chōkō nigoru//tokoshinae.
« Oh, le pissenlit et le fleuve Yangtze, éternellement nuageux ».
- こほろぎのこときれし夜を誰もしらず。
Kohōrogi no//kotokireshi yo o//ta mo shirazu.
« Personne ne connaît la nuit durant laquelle le grillon respirait l'esprit ».
- みちのくの淋代の浜若芽寄す。
Michinoku no//Sabishiro no hama//wakame yosu.
« Wakame s'approche de la côte Sabishiro dans Michinoku »
- みちのくの町はいぶせき氷柱かな。
Michinoku no//machi wa ibuseki//tsurara kana.
« Les villes de Michinoku; ah, (sont pleines) de glaçons nuageux ».

## Ouvrages (sélection)
- Meiji shūku. Shunjūsha, Tokyo 1968.
- Jisen jikai Yamaguchi Seison kushū. Hakuōsha, Tokyo 1970.
- Yamaguchi Seison shū. Haijin Kyōkai, Tokyo 1979.
- Tsuyudandan: jisen kushū. Meguro Shoten, Tokyo 1946.
- Natsukusa senshū. Natsukusa Hakkōjo, Musashino 1982-1987.
- Baramado. Chūō Kōron Bijutsu Shuppan, Tokyo 1977.
- Zassōen : teihon. Tōkyō Bijutsu, Tokyo 1976.
- Dentō haiku no miryoku. Rippū Shobō, Tokyo 1980.
- Sansō Shooku zappitsu. Kyūryūdō, Tokyo 1977.
- Yukiguni. Ryūseikaku, Tokyo 1942.
- Sōan shunjū. Ryūseikaku, Tokyo 1943.
- Kansōhana. Natsukusa Hakkōjo, Musashino 1968.

Un journal de voyage a été traduit en allemand dans le cadre d'une thèse de maîtrise :
- Berlin im Fruhling 1937. Tagebuch. 1. April–9. Juni. Aus dem Japanischen von Tanja Schwanhäuser. Mémorial Mori Ōgai de l'Université Humboldt de Berlin, Berlin 2002 (petite série, cahier 21).

## Source de la traduction
- (de) Cet article est partiellement ou en totalité issu de l’article de Wikipédia en allemand intitulé « Yamaguchi Seison » (voir la liste des auteurs).
- Notices d'autorité :   - VIAF
  - ISNI
  - BnF (données)
  - IdRef
  - LCCN
  - GND
  - Japon
  - CiNii
  - Pays-Bas
  - Israël
  - WorldCat